# Шамарин, Вадим Анатольевич
Вадим Анатольевич Шамарин (10 июня 1971 года, Таганрог) — начальник Главного управления связи Вооружённых сил Российской Федерации — заместитель начальника Генерального штаба Вооружённых сил Российской Федерации, генерал-лейтенант.

## Биография
Окончил Новочеркасское высшее военное командное училище связи и Военную академию связи.
В 1992 году он был командиром взвода дистанционного управления радиоцентра, а затем вырос до начальника узла связи бригады связи.
В начале 2000-х стал командиром бригады связи Восточного военного округа.
В 2010-м Шамарин стал начальником связи Восточного военного округа.
В 2020-м году назначен на должность временно исполняющего обязанности начальника главного управления ВС РФ по связи — заместителя начальника генштаба.
В 2021 году приставка врио отпала — соответствующий указ был подписан президентом Владимиром Путиным, на этой должности Шамарин служил по 2024 год.
В мае 2024 года отстранён от должности начальника главного управления ВС РФ по связи — заместителя начальника генштаба.

## Личная жизнь
Женат на Елизавете Шамариной, есть сын

## Уголовное преследование
23 мая 2024 года Шамарин был задержан Главным военным следственным управлением Следственного комитета России и позже арестован судом на два месяца, как подозреваемый в совершении преступления по ч. 6 ст. 290 Уголовного кодекса («Получение должностным лицом взятки в особо крупном размере»). Шамарин подозревается в получении взяток (т. н. «откат») на общую сумму 36 млн рублей от арестованных в 2023 году генерального директора ОАО «Пермский телефонный завод „Телта“» Алексея Высокова и главного бухгалтера этого же общества Елены Гришиной. В частности, по мнению следствия, Шамарин содействовал Высокову и Гришиной в получении госконтрактов с министерством обороны России на общую сумму 442 млн рублей.
Шамарин частично признал вину, заявив о получении 19 миллионов рублей. С точки зрения его адвоката, это не являлось взяткой.
17 апреля 2025 года Московский гарнизонный военный суд приговорил Вадима Шамарина к семи годам колонии строгого режима с лишением права семь лет занимать должности в органах госвласти, также суд лишил Шамарина звания генерал-лейтенанта. Кроме того, суд конфисковал имущество Шамарина на сумму около 36 млн. рублей.

## Награды
Награждён орденом «За заслуги перед Отечеством» четвёртой степени, медалью «За заслуги перед Отечеством 2 степени», ведомственными медалями Министерства обороны России.